# Зеленский, Борис Александрович
Борис Александрович Зеленский  (1914—1984) — советский художник-плакатист, работавший преимущественно в жанре кинорекламного плаката. Один из наиболее плодовитых советских киноплакатистов.

## Биография
Родился в Петрограде 6 сентября 1914 года в семье художника Александра Зеленского.
Учился в Ленинграде в студии С. М. Зейденберга (1925—1927) и в Москве у К. Ф. Юона (1930—1932). Профессиональную деятельность начал в 1931 году. Затем продолжил обучение в Московском художественном училище (1932—1933, у С. И. Фролова) и Московском художественно-промышленном училище им. М. И. Калинина (1933—1939, у С. Ф. Николаева).
На протяжении всей жизни Борис Зеленский работал в рекламной графике — разрабатывал этикетки, рекламные проспекты, фирменные знаки и каталоги. Также много работал над созданием плакатов к фильмам, реже над спортивным и политическим плакатом. Самые известные его довоенные киноплакаты — к комедиям «Волга, Волга» и «Цирк». С послевоенного времени и до 1978 года создал множество плакатов к советским и зарубежным кинофильмам по заказу издательства «Рекламфильм»: «Весна», «Молодая гвардия», «Встреча на Эльбе», «Сталинградская битва», «Свинарка и пастух», «Чапаев», «Секретная миссия», «Кубанские казаки», «Смелые люди», «Верные друзья», «Самая красивая», «Попрыгунья», «Отелло», «Карнавальная ночь», «Тихий Дон», «Путёвка в жизнь», «Коммунист», «Судьба человека», «Сорок первый», «Летят журавли», «Коллеги», «Королевство кривых зеркал», «Гамлет», «Свадьба в Малиновке», «Короткие встречи», «Доживём до понедельника», «Служили два товарища», «Всадник без головы», «Афоня», «Они сражались за Родину» и многим другим. Также выполнил ряд экспортных киноплакатов по заказу объединения «Совэкспортфильм». Всего с 1935 по 1978 год Зеленский создал около 700 киноплакатов, таким образом являясь рекордсменом среди советских киноплакатистов.
В 1950-е годы художник работал в области искусства политической пропаганды, создав плакаты «Все на выборы!» (1950), «За мир!» (1951), «Депутат — слуга народа» (1954) и другие. Разработал плакаты, посвящённые различным видам спорта и общественным организациям — «Вступайте в ряды ДОСФЛОТА!» (1948), «Советская молодёжь, занимайся боксом!» (1955). Иллюстрировал и оформлял книги для Политиздата, «Молодой гвардии», рисовал для журналов «Огонёк», «Крокодил», «Советский цирк»; некоторое время работал качестве художника-мультипликатора («Маленький Шего»). В этот период Зеленский был принят в Союз художников СССР. Возглавил секцию плакатистов Московского отделения Союза художников и стал её председателем.
Произведения Б. А. Зеленского экспонировались на всесоюзных и зарубежных вставках. На выставке в Вене в 1948 году художник получил главный приз за плакат к кинофильму «Пирогов»; в 1957 году — диплом Всесоюзной выставки книги, графики и плаката за киноплакат «Отелло».
Б. А. Зеленский создал несколько сот листов плакатов, оставив значительный след в советском изобразительном искусстве и большое творческое наследие. Коллекция его плакатов хранится в Российской государственной библиотеке, Музее кино и Национальной библиотеке Белоруссии.
Умер в 1984 году в Москве.